# تاوتس
تاوتس هي قرية تقع في إقليم أراد في رومانيا. تبعد عن أراد 55 كم.

## السكان
حسب إحصائيات 2002 بلغ عدد سكان القرية 2,177 نسمة.